# Rhodanthidium septemdentatum
Rhodanthidium septemdentatum (Synonym: Anthidium septemdentatum) ist eine auffällige Wildbiene mit schwarz-gelbem Hinterleib und hellen Beinen aus der Familie der Megachilidae. Sie wird auf Deutsch auch Schneckenhaus-Wollbiene genannt.

## Merkmale
Diese Schneckenhausbiene hat einen robusten Körperbau und wird bis zu 15 mm lang. Der Thorax ist bei den Weibchen rotbraun behaart, bei den Männchen hell. Die Weibchen haben eine kräftige, helle Bauchbürste. Das Abdomen hat auf jedem Tergit seitlich je ein großes gelbes Feld. Das Gesicht und die Mandibeln sind gelb. Auch die Beine (Tibien und Tarsen) sind gelb.

## Verbreitung
Die Art ist vor allem im Mittelmeerraum weit verbreitet und oft häufig. Sie kommt von Portugal bis in den Kaukasus vor. Nach Norden kommt die Biene bis Tschechien vor. Sie fehlt jedoch in Nordafrika.
In Österreich ist sie in Kärnten, Niederösterreich, Wien, Burgenland, Tirol und in der Steiermark nachgewiesen. In der Schweiz ist die Biene im Wallis und Tessin verbreitet, historisch wurde sie in den Kantonen Genf, Waadt, Bern und Graubünden nachgewiesen.
Für Deutschland wurde die Biene erst kürzlich in zwei Sammlungen gefunden. Je ein Tier wurde 1990 im Ökologisch-Botanischen Garten Bayreuth sowie zwischen 1980 und 1985 in Kallmünz bei Regensburg gefangen. Aber sie ist jedoch offensichtlich inzwischen verschollen.

## Lebensraum
Rhodanthidium septemdentatum lebt an trockenwarmen Standorten. Sie liebt Felsgeröll und benötigt blütenreiche Biotope in der Nähe. Außerdem benötigt sie genügend leere Schneckenhäuser, z. B. von Weinbergschnecken oder von Bänderschnecken, deren leere Gehäuse sie zum Nisten benötigt. Ein sehr individuenreiches Vorkommen wurde in der Nähe von Melk an einer aufgelassenen Bahntrasse beobachtet.

## Lebensweise
Diese Schneckenhausbiene lebt solitär, sie fliegt in einer Generation von Mai bis September. Die Weibchen bauen ihre Nester in leeren Schneckenhäusern. In einem Schneckenhaus können je ein oder zwei Nester sein. Die Weibchen deponieren Pollen verschiedener Pflanzen in den Schalen, legen ein Ei darauf und verschließen die Nestkammer mit Harz. Teilweise füllen sie kleine Steinchen in die Hohlräume. Die Larven entwickeln sich in den Kammern, verpuppen sich und die Bienen überwintern im Adultstadium in den Nestkammern.
Während Bienen der Gattung Osmia, die auch oft ihre Nester in Schneckenhäusern anlegen, diese oft umlagern und drehen und sogar tarnen, lassen die Weibchen von R. septemdentatum die Schneckenhäuser unverändert liegen.

## Parasiten
Die Nester können von Milben der Gattung Chaetodactylus befallen sein.

## Taxonomie
Die Unterart Rhodanthidium septemdentatum rufocinctum ist endemisch für Kreta beschrieben. In der Ägäis, auf Zypern, in Kleinasien und der Levante wurde die Unterart R. septemdentatum faciale beschrieben.